# Chandra (Name)
Chandra ist ein weiblicher und männlicher Vorname sowie ein Familienname.

## Namensträger

### Name
- Ananda Chandra, König in Arakan im 8. Jahrhundert

### Weiblicher Vorname
- Chandra Cheeseborough (* 1959), US-amerikanische Sprinterin
- Chandra Crawford (* 1983), kanadische Skilangläuferin
- Chandra Davis (* 1978), US-amerikanisches Model und Sängerin
- Chandra Kurt (* 1968), Schweizer Weinkritikerin und Autorin
- Chandra Sturrup (* 1971), bahamaische Leichtathletin
- Chandra Wilson (* 1969), US-amerikanische Schauspielerin

### Männlicher Vorname
- Chandra Kowi (* 1986), US-amerikanisch-indonesischer Badmintonspieler
- Chandra Prakash Mainali (* 1951), nepalesischer Politiker
- Chandra Shamsher Jang Bahadur Rana (1863–1929), nepalesischer Politiker, Premierminister
- Chandra Shekhar (1927–2007), indischer Politiker, Premierminister
- Chandra Mohan Jain (1931–1990), bekannt als Osho und Begründer der Neo-Sannyas-Bewegung

### Familienname
- Ade Chandra (* 1950), indonesischer Badmintonspieler
- Akshat Chandra (* 1999), US-amerikanischer Schachspieler
- Avinash Chandra (1931–1991), indischer Maler
- Indra Bagus Ade Chandra (* 1987), indonesischer Badmintonspieler
- Lokesh Chandra (* 1927), indischer Indologe und Autor
- Kailash Chandra, indischer Entomologe
- Manan Chandra (* 1981), indischer Billardspieler
- Naresh Chandra (1934–2017), indischer Diplomat und Politiker
- Romesh Chandra (1919–2016), indischer Journalist und Politiker
- Sheila Chandra (* 1965), britische Sängerin
- Vikram Chandra (* 1961), indischer Autor